# Robert Lucas de Pearsall

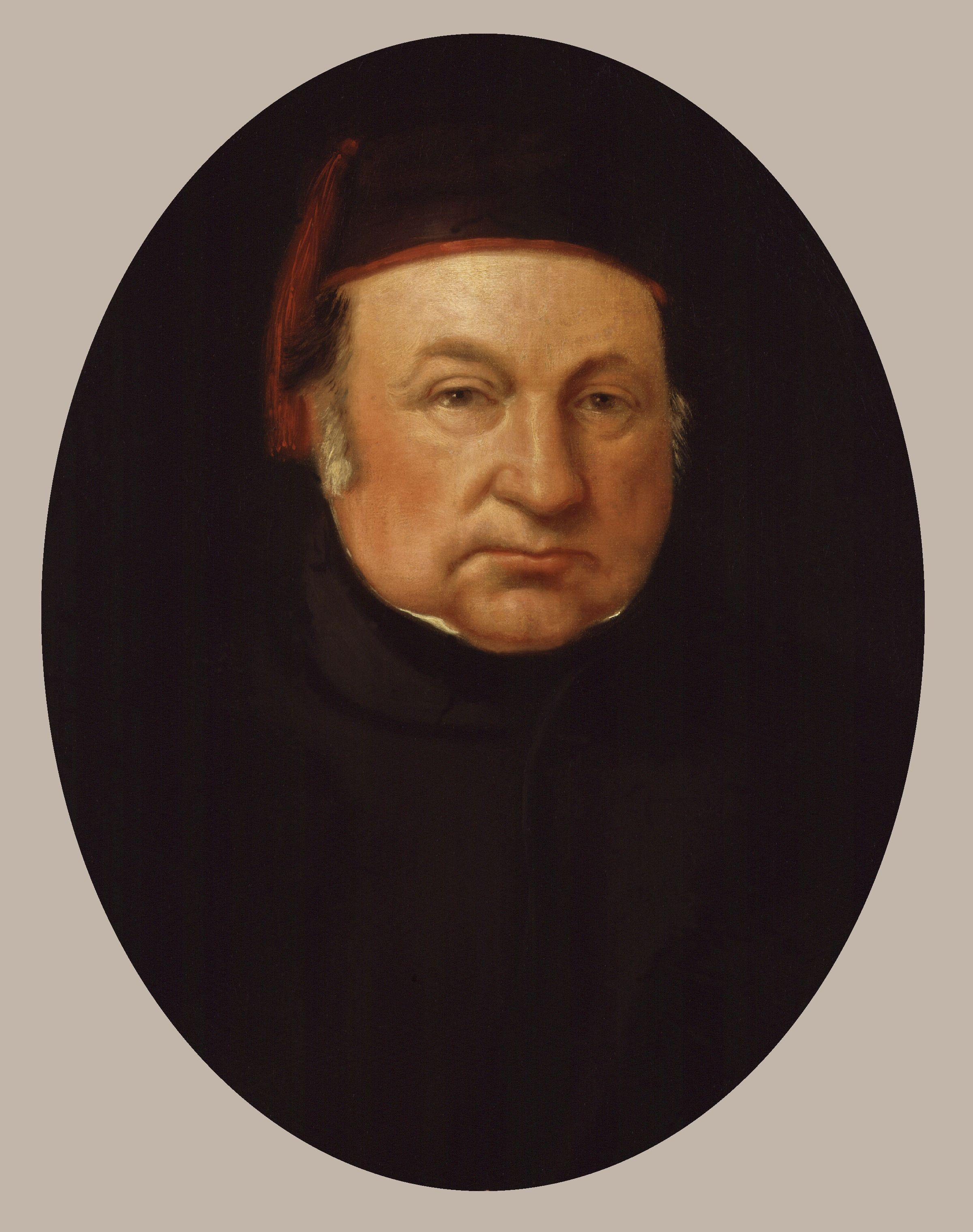
Robert Lucas de Pearsall.

Robert Lucas de Pearsall (of Willsbridge), född den 14 mars 1795 i Clifton nära Bristol, död den 5 augusti 1856 i Rorschacherberg, Schweiz,  var en engelsk tonsättare. 
Pearsall, som var juris licentiat, utgav, förutom åtskilliga översättningar av tyska skalder och historiska uppsatser med mera, en avhandling An Examination into the origin of the rule of counterpoint which forbids progression by parallel 5:ths und 8:ths et cetera (London, 1835); en uppsats om madrigalen, införd i Ferdinand Simon Gassners Zeitschrift für Deutschlands Musikvereine und Dilettanten, band II. Han komponerade en uvertyr till Macbeth, en enaktig opera Grenadjären, sånger med mera.